# パシフィックフィルハーモニア東京
パシフィックフィルハーモニア東京（パシフィックフィルハーモニアとうきょう、Pacific Philharmonia Tokyo）は、東京都に拠点を置いて活動するオーケストラ。東京芸術劇場で年7回、サントリーホールで年2回の定期演奏会を行っている。日本オーケストラ連盟正会員。運営法人は、一般社団法人パシフィックフィルハーモニア東京。2022年度より楽団名称が東京ニューシティ管弦楽団から変更された。

## 沿革
- 1990年 - 内藤彰を音楽監督・常任指揮者として「東京で9番目のプロオーケストラ」（当時）として東京ニューシティ管弦楽団という名称で東京合唱協会とともに発足。
- 2005年 - 曽我大介が客演指揮者に就任。
- 2006年 - 曽我大介が首席指揮者に就任。
- 2009年 - アンドレイ・アニハーノフが客演指揮者に就任。曽我大介が首席客演指揮者に就任。
- 2014年 - 曽我大介が正指揮者に就任。
- 2019年 - 日野洋一が理事長に就任。
- 2021年 - 飯森範親がミュージック・アドヴァイザーに就任。
- 2022年 - 名称をパシフィックフィルハーモニア東京へ変更。また、飯森範親が音楽監督、園田隆一郎が指揮者に就任。

## 特色
NHK交響楽団や東京フィルハーモニー交響楽団のように財団法人格をもたず、楽団員の自主運営による楽団経営を行っていたが、2009年に一般社団法人となった。設立から数年間は東京合唱協会と合同で、モーツァルトの「レクイエム」、ロッシーニの「スターバト・マーテル」などの声楽つきの大曲を、北とぴあでの定期演奏会で年1〜2回取り上げていた。定期演奏会以外ではバレエやオペラの公演の際に、ホールのオーケストラ・ピットに入って伴奏する仕事も多い。
近年は、定期演奏会の会場の多くを東京芸術劇場に移し、開催回数も増やしてドイツの楽譜出版社ブライトコプフから出版されたベートーヴェンの交響曲の新全集や、ブルックナーの交響曲の一般的には演奏されない稿などを定期演奏会で取り上げている。定期演奏会で取り上げられたブルックナーの交響曲のライブ録音は、CD化されて市販もされている。2007年には上海、2009年にはベトナムへの海外演奏旅行を行った。

## 演奏会
- 定期演奏会
  - 東京芸術劇場 - 年7回程度
  - サントリーホール - 年2回
- 東京オペラシティ定期演奏会 - 年3回　※2023-24シーズンより開始
- 練馬定期演奏会（練馬文化センター→武蔵野音楽大学ベートーヴェンホール） - 年1回